# Ахмед, Азиз
Азиз Ахмед (англ. Aziz Ahmed; 1906, Амритсар — 1982, Лахор) — пакистанский государственный деятель. Был 12-м министром иностранных дел Пакистана.

## Биография
Азиз Ахмед считался одним из ближайших соратников Зульфикара Али Бхутто. Он занимал должность министра иностранных дел в течение нескольких месяцев, прежде чем правительство Пакистана было свергнуто в результате военного переворота 1977 года. За то недолгое время, что он был министром иностранных дел стоит отметить его усилия по укреплению связей с Китаем и арабским миром, а также участие в переговорах с Советским Союзом по оказанию экономической помощи Пакистану. Когда генерал Зия-уль-Хак совершил переворот то Зульфикар Бхутто был убит, а Азиз Ахмед арестован военной полицией. Азиза освободили из тюрьмы в 1980 году, однако его здоровье было серьёзно подорвано в заключении. В 1982 году он скончался и был похоронен в Лахоре. Ахмед Азиз является обладателем высшей гражданской награды Пакистана — Хилал-и-Пакистан.